# Grammoptera gracilis
Grammoptera gracilis är en skalbaggsart som beskrevs av Brancsik 1914. Grammoptera gracilis ingår i släktet Grammoptera och familjen långhorningar. Inga underarter finns listade i Catalogue of Life.